# Opitonui (fleuve)
Le fleuve Opitonui  (en anglais : Opitonui River) est un cours d’eau de la Péninsule de Coromandel dans l’Île du Nord de la Nouvelle-Zélande.

## Géographie
Il s’écoule vers le nord pour atteindre la côte est de la péninsule au niveau de Whangapoua Harbour, tout près du petit village de  Te Rerenga.